# Hürm
Hürm é um município da Áustria localizado no distrito de Melk, no estado de Baixa Áustria.

## Subdivisőes
Os subdivisões chamam-se Katastralgemeinden:
As Katastralgemeinden são Arnersdorf, Atzing, Diendorf, Grub, Hösing, Hainberg, Harmersdorf, Hürm, Inning, Kronaberg, Löbersdorf, Maxenbach, Mitterradl, Murschratten, Neustift bei Sooß, Ober-Siegendorf, Ober-Thurnhofen, Oberhaag, Oberradl, Pöttendorf, Scharagraben, Schlatzendorf, Seeben, Sooß, Unter-Siegendorf, Unter-Thurnhofen und Unterhaag.

## Conselho Municipial
- ÖVP 17
- SPÖ 2